# Rumsakustik
Rumsakustik är den del av akustiken som främst sysslar med ljud i rum. När man vill förändra de akustiska förhållandena i ett rum så talar man om att akustikreglera rummet. De rum man studerar är oftast sådana där musik eller tal ska framföras och nå fram till en lyssnare, exempelvis konsertlokaler, teaterlokaler, hörsalar och skolsalar. 

## Rumsakustiska parametrar och teori
Några viktiga parametrar inom rumsakustiken är efterklangstid, olika taluppfattbarhetsmått som RASTI, och olika mått på förhållande mellan ljudenergi i tidiga och sena reflexer. De flesta rumsakustiska mått kan beräknas ur rummets impulssvar. För att skatta de rumsakustiska parametrarna i ett rum kan man använda sig av förenklade teoretiska modeller, som Sabines formel, eller mer omfattande modeller som strålgångsberäkning med dator. Sabines formel relaterar efterklangstiden till absorptionen och rummets volym. Den bakomliggande teorin för detta bygger bland annat på antagande om ett diffust ljudfält. 

## Akustikreglering
För att förändra akustiken, speciellt efterklangen, i ett rum använder man sig av ljudabsorberande material. 
En riktig planering för god rumsakustik börjar med att rummets form och dimensioner väljs rätt. Därmed erhålls förutsättningar för en god ljudspridning med få eller inga negativa reflexer, exempelvis fladderekon. I regel begränsar andra förutsättningar i husets konstruktion möjligheten att få den ideala formen. Dessa avvikelser ger upphov till brister i den akustiska kvaliteten som kan behöva korrigeras med material som har en ljudabsorberande förmåga. 
I byggprojekten idag ingår oftast en akustiker, akustikkonsult, som en sidokonsult till arkitekt och konstruktör med flera.